# Christinelund
för herrgården i Skåne med detta namn, se Christinelund, Helsingborgs kommun
Christinelund, även Kristinelund, är en herrgård i Arby socken i Kalmar kommun i Småland vid ett vattenfall i Hagbyån.
Huvudbyggnaden är en träbyggnad i två våningar med brutet tak som uppfördes 1809. Godset har fått sitt namn efter Elisabet Christina Björnstjerna (död 1811), hustru till Johan Gustaf Wahlbom. Christinelund ägdes från början av 1800-talet bland annat av ätterna Björnstjerna och Rappe.